# 組織変更
組織変更（そしきへんこう）
1. 一般には、団体内部の部署等の組織を組み替えたり、組織形態を変更したりすること。
2. 会社法での企業組織再編の一つで、株式会社[注釈 1]が合名会社・合資会社・合同会社となること、またはその逆方向の変更[注釈 2]による法人形態の変更を指す。（下記別表も参照）。会社法では第2条26号で定義づけられ、同法第五編（743条以下）において規律されている。

- 会社法について以下では、条数のみ記載する。

## 1.の意味の組織変更

### 組織変更のプロセス
企業等の経営上、意思決定の迅速化、決定された方針の具現の効率化などの観点から、会社等の組織の見直しは適宜図られる。
変更にあたっては、現組織の問題点抽出、変更計画、実行、検証、というプロセスを経ることになる。この変更にあたり、人事異動、人員整理（整理解雇など）を伴うことがある。

## 2.の意味の組織変更
会社法でいう組織変更は、法人の種別の変更であり、現実に会社という企業体を組成する内部組織を変更することではない。

### 会社法における組織変更の手続

#### 組織変更計画の作成
組織変更をする場合には、組織変更計画を作成しなければならない（743条）。

#### 組織変更計画の承認
株式会社においては総株主の同意が（776条1項）、持分会社においては総社員の同意が、必要となる（781条1項）。

#### 債権者の異議
その後、債権者保護手続をとる必要がある（779条、781条）。

### 別表
下記表において、○に該当する会社形態の変更が「組織変更」に当たる。△に該当するものは、「組織変更」にあたらず定款の変更のみで行いうる。また、社員の加入・脱退等により、かかる定款変更があったものとみなされる場合もある。
| 変更前＼変更後 | 変更前＼変更後 | 株式会社 | 合名会社 | 合資会社 | 合同会社 |
| -------------- | -------------- | -------- | -------- | -------- | -------- |
| 株式会社       | 株式会社       | －       | ○        | ○        | ○        |
| 持分会社       | 合名会社       | ○        | －       | △        | △        |
| 持分会社       | 合資会社       | ○        | △        | －       | △        |
| 持分会社       | 合同会社       | ○        | △        | △        | －       |